# Garba (plat ivoirien)
Pour les articles homonymes, voir Garba (homonymie).

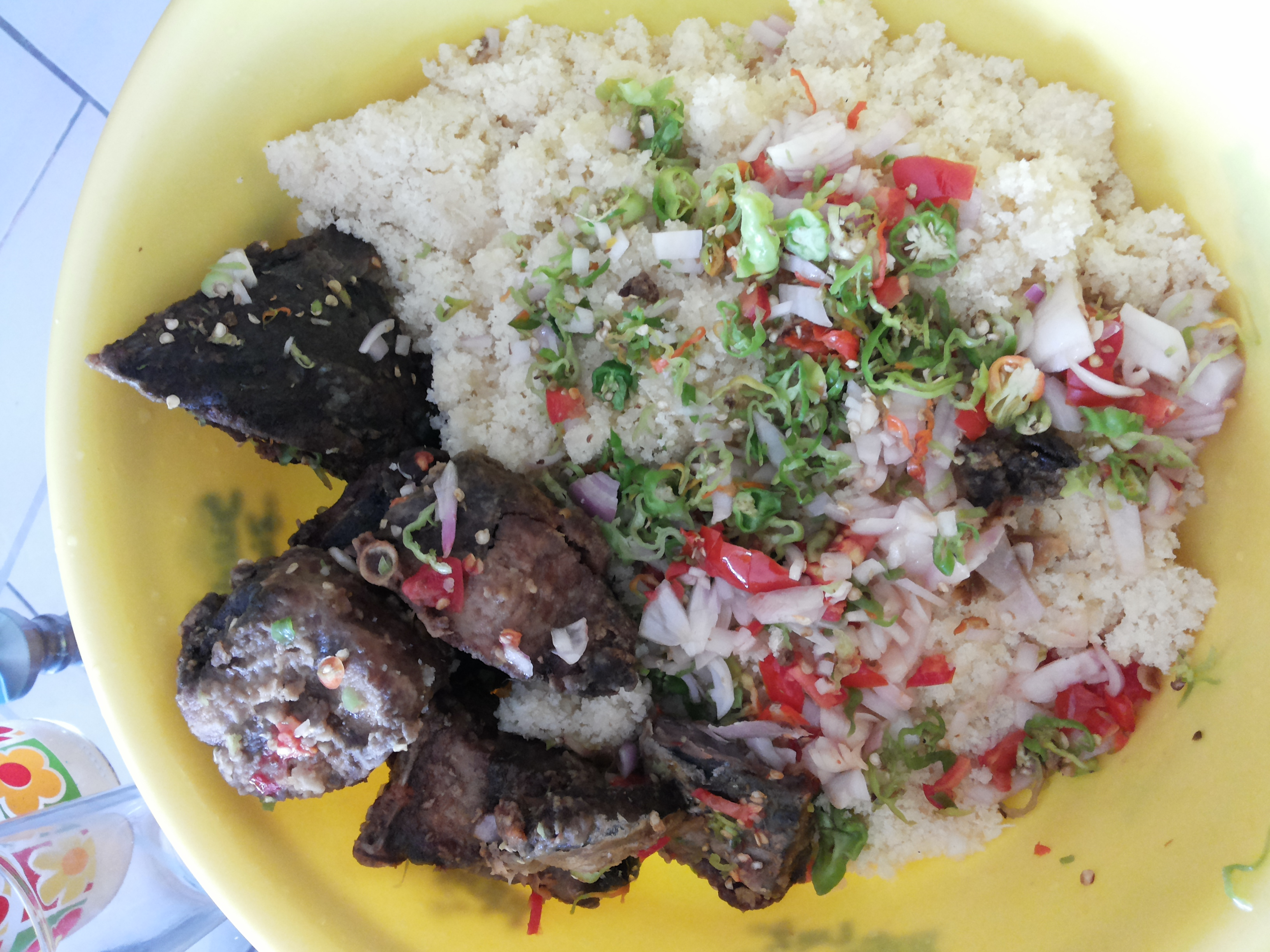
Garba

Le garba est un plat populaire ivoirien à base de semoule de manioc, appelée attiéké, accompagnée de thon. Il est essentiellement vendu dans de petites échoppes de rue généralement tenues par des hommes haoussa.

## Étymologie
La dénomination « garba » est manifestement liée au fait que ce mets est essentiellement vendu par des ressortissants nigériens, « Garba » qui signifie « garçon », étant un patronyme populaire au Niger. Le garba est entré dans les habitudes alimentaires de la Côte d'Ivoire dans les années 1970, grâce au Ministre de la production animale Dicoh Garba. Il est le père de  Dicoh Mariam, première femme chimiste de Côte d'Ivoire. Le garba est d'ailleurs l’un des plats préférés des Abidjanais mais sa vente est entre les mains des Nigériens, précisément les « Haoussa ».
C'est en 1990, avec l'arrivée du zouglou, un genre musical ivoirien, que le garba a été de plus en plus prisé par les Ivoiriens. Les « garbadromes » se sont en effet installés le long des cités universitaires comme celle de Yopougon, endroit où est né le zouglou.

## Composition

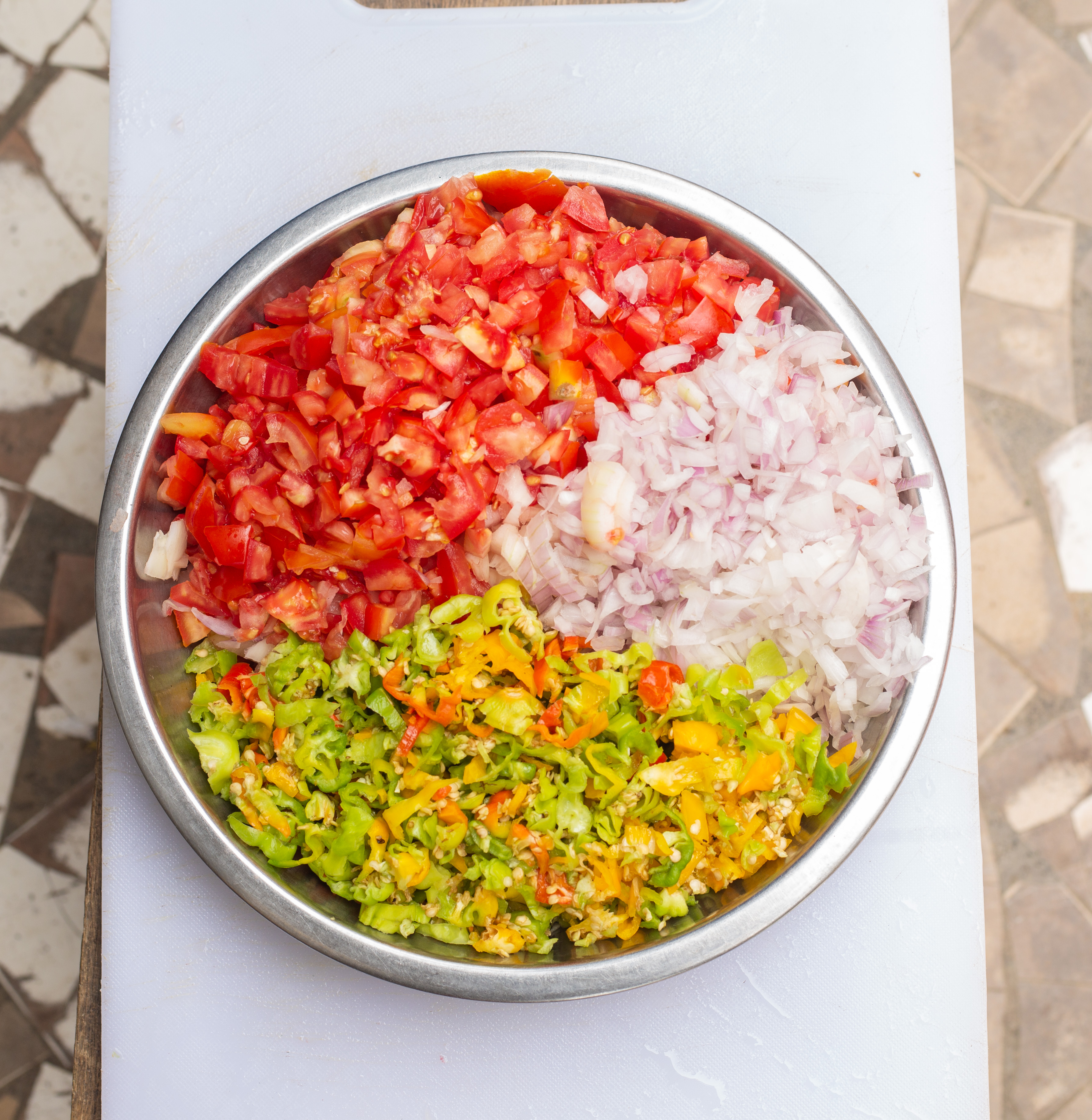
Piments, tomates et oignons découpé

Le garba se compose d'attiéké (semoule de manioc), de morceaux de thon frit accompagnés de piments frais hachés et, selon les variantes, de tomate et d'oignon, le tout relevé par un bouillon cube. On l'appelle aussi attiéké-poisson, zéguen, foin, guéro, ganguatte, béton, "dur" ou zeh. Il constitue le repas rapide et bon marché par excellence des jeunes Abidjanais. 